# 訃報 1998年8月
訃報 1998年8月（ふほう 1998ねん8がつ）では、1998年（平成10年）8月中に物故した、又は物故が報じられた人物についてまとめる。

## （1日 - 15日）

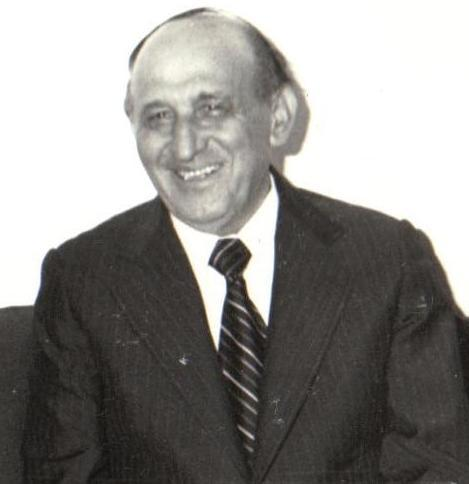
トドル・ジフコフ／8月5日没

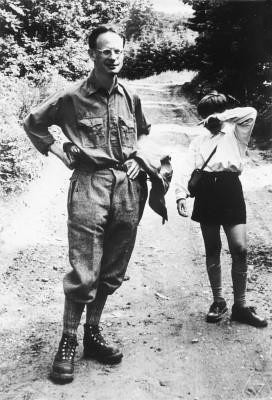
アンドレ・ヴェイユ／8月6日没

- 8月5日 - トドル・ジフコフ、ブルガリアの指導者（* 1911年)
- 8月5日 - 伊吹聰太朗、俳優（* 1928年）
- 8月6日 - アンドレ・ヴェイユ、数学者（* 1906年)
- 8月7日 - 砂川重信、物理学者（* 1925年)
- 8月8日 - 村山聖、将棋の棋士（* 1969年)
- 8月12日 - 小平久雄、政治家・元衆議院副議長（* 1910年）
- 8月12日 - 河村弘二、俳優（* 1913年）

## （16日 - 31日）

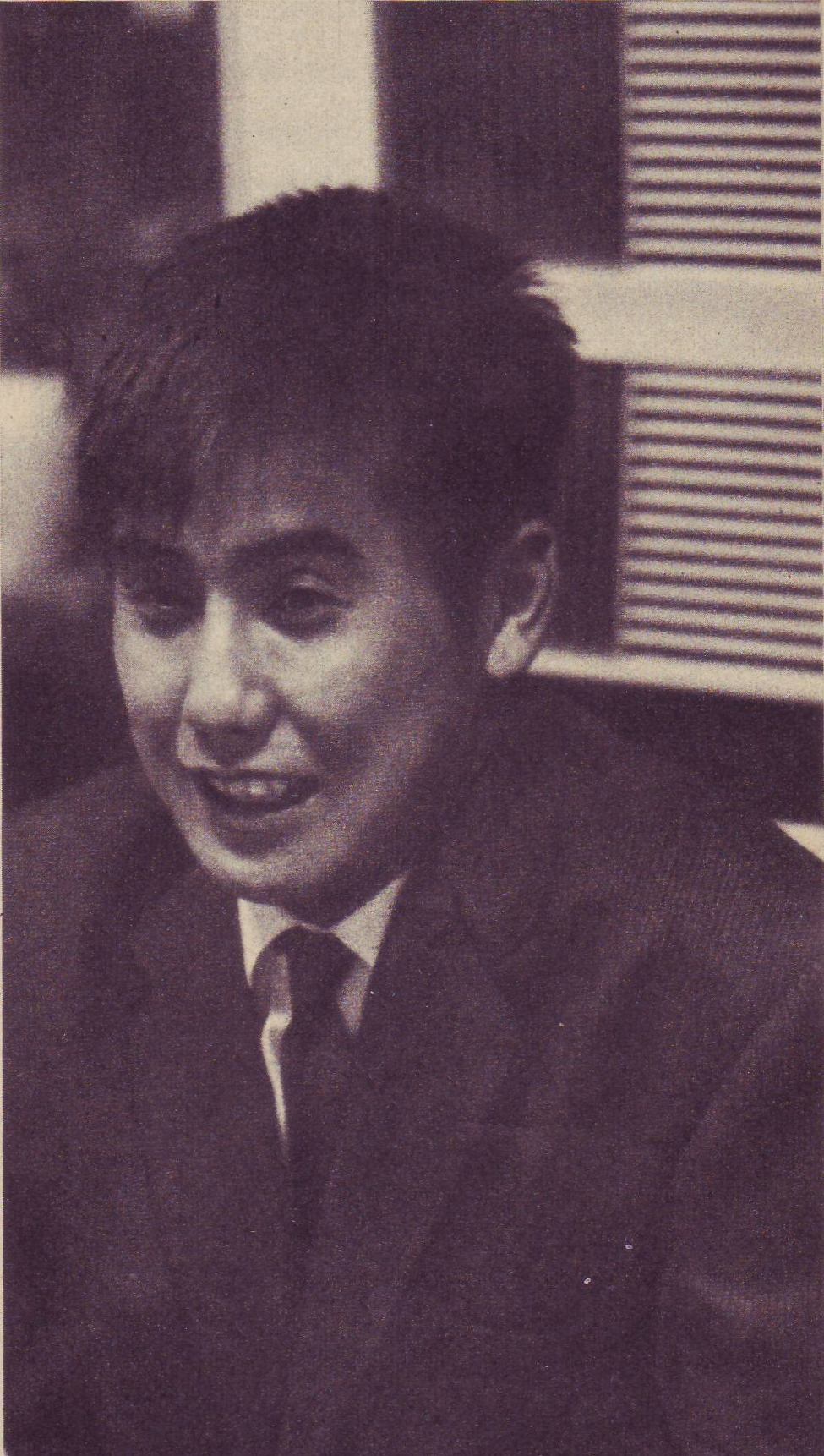
村山実／8月22日没

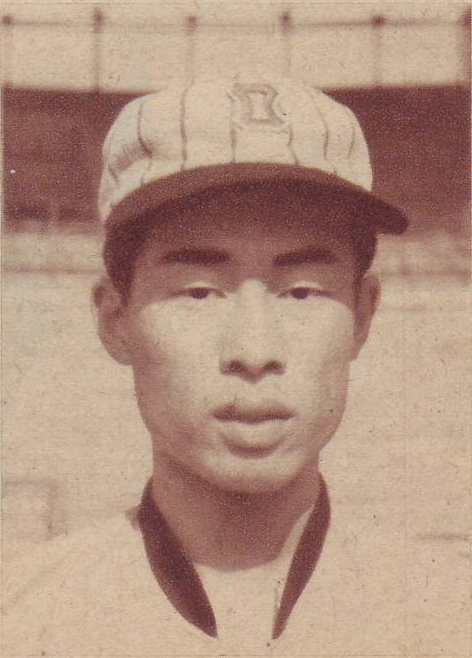
渡辺省三／8月31日没

- 8月19日 - 福田孝、フクダ電子創業者（* 1916年）
- 8月21日 - 志村幸美、女優（* 1958年）
- 8月22日 - セルジオ・フィオレンティーノ、ピアニスト（* 1927年)
- 8月22日 - 永田良雄、官僚・政治家・参議院議員（* 1931年）
- 8月22日 - 村山実、元プロ野球選手（* 1936年)
- 8月25日 - 工藤巌、政治家・元岩手県知事（* 1921年）
- 8月26日 - 二星温子、柔道家（* 1920年)
- 8月26日 - 田村隆一、詩人・随筆家（* 1923年)
- 8月31日 - 渡辺省三、元プロ野球選手（* 1933年)
- 8月31日 - 笹岡繁蔵、声優（* 1948年)